# Pentameris curvifolia
Espèce
Pentameris curvifolia est une espèce de plantes monocotylédones de la famille des Poaceae, sous-famille des Danthonioideae, endémique du Cameroun.

## Taxinomie

### Synonymes
Selon Catalogue of Life (15 octobre 2017) :
- Andropogon thunbergii Kunth
- Avena glomerata Steud.
- Danthonia curvifolia Schrad.
- Danthonia denudata Nees
- Danthonia livida Trin.
- Holcus avenaceus Thunb., nom. illeg.
- Pentameris denudata (Nees) Steud.
- Pentaschistis curvifolia (Schrad.) Stapf
- Sorghum avenaceum P.Beauv.

### Liste des variétés
Selon Tropicos (15 octobre 2017) (Attention liste brute contenant possiblement des synonymes) :
- variété Danthonia curvifolia var. curvifolia
- variété Danthonia curvifolia var. livida Nees